# Кремінна (Хмельницький район)
Кремінна́ — село в Україні, у Городоцькій міській територіальній громаді Хмельницького району Хмельницькій області. Населення становить 1133 осіб. До 2020 орган місцевого самоврядування — Кремінянська сільська рада.

## Історія
7 (20) листопада 1917 року, відповідно до Третього Універсалу Української Центральної Ради, увійшло до складу Української Народної Республіки.
26 жовтня 1921 р. під час Листопадового рейду в Кремінній Подільська група (командувач Михайло Палій-Сидорянський) Армії Української Народної Республіки захопила карний відділ червоної армії з 24 бійців на чолі з командиром, тачанку з парою добрих коней, скорострілом і запасом набоїв.
12 червня 2020 року, відповідно до розпорядження Кабінету Міністрів України № 727-р «Про визначення адміністративних центрів та затвердження територій територіальних громад Хмельницької області», увійшло до складу Городоцької міської громади.
19 липня 2020 року, в результаті адміністративно-територіальної реформи та ліквідації Городоцького району, увійшло до складу новоутвореного Хмельницького району.
Колишній орган місцевого самоврядування — Кремінянська сільська рада.

## Населення

### Мова
Розподіл населення за рідною мовою за даними :
| Мова       | Кількість | Відсоток |
| ---------- | --------- | -------- |
| українська | 939       | 98.41 %  |
| російська  | 15        | 1.32 %   |
| румунська  | 2         | 0.18 %   |
| білоруська | 1         | 0.09 %   |
| Усього     | 957       | 100 %    |

## Символіка
Затверджена 15 грудня 2017 р. рішенням сесії сільської ради. Автор — П. Б. Войталюк.

### Герб
У зеленому щиті золотий хрест з підвищеним горизонтальним раменом, на кінцях хреста по червоній краплині. У першій частині золоте шістнадцятипроменеве сонце. У другій частині золотий етруський шолом. У третій два срібних кремені в стовп, що обернені вістрями назустріч, викрешують шість золотих іскор, по три з кожної сторони. У четвертій частині срібна квітка білокопитника з золотими листками. Щит вписаний у декоративний картуш і увінчаний золотою сільською короною. Унизу картуша напис «КРЕМІННА».
Хрест з краплинами — символ Хрестовоздвиженської церкви. Етруський шолом означає давнє минуле, оскільки скарб з шоломом був знайдений на території сільської ради. Два кремені, що викрешують іскри — символ назви села (герб є промовистим); її ж підкреслює і квітка білокопитника, яка зветься в цих місцях «кремінна».

### Прапор
На зеленому квадратному полотнищі жовтий хрест з підвищеним горизонтальним раменом, на кінцях хреста по червоній краплині. На верхній древковій частині жовте шістнадцятипроменеве сонце. На верхній вільній частині жовтий етруський шолом. На нижній древковій частині два білих кремені, поставлені вертикально і обернені вістрями назустріч, що викрешують шість жовтих іскор, по три з кожної сторони. На нижній вільній частині біла квітка білокопитника з жовтими листками. Ширина рамен хреста дорівнює 1/8 від ширини прапора.

## Відомі люди

### Народилися
- Василюк Валентина Федорівна (1929—2007) — доярка, Герой Соціалістичної Праці.
- Шаварський Олег Микитович (нар. 8 липня 1946) — актор національного академічного драматичного театру імені Івана Франка, Народний артист України, професор, педагог акторської майстерності, художній керівник акторського курсу в Київському національному університеті театру, кіно і телебачення ім. Карпенка-Карого.
- Шкробот Василь Тимофійович (1918—2006) — український лікар, громадський діяч.
- Віктор Сергійович Шкромида (16.02.2000 - 08. 04. 2022) - солдат ЗСУ.
- Василь Миколайович Шупер (11.01.1983 - 26. 06. 2024) - солдат ЗСУ.

## Галерея

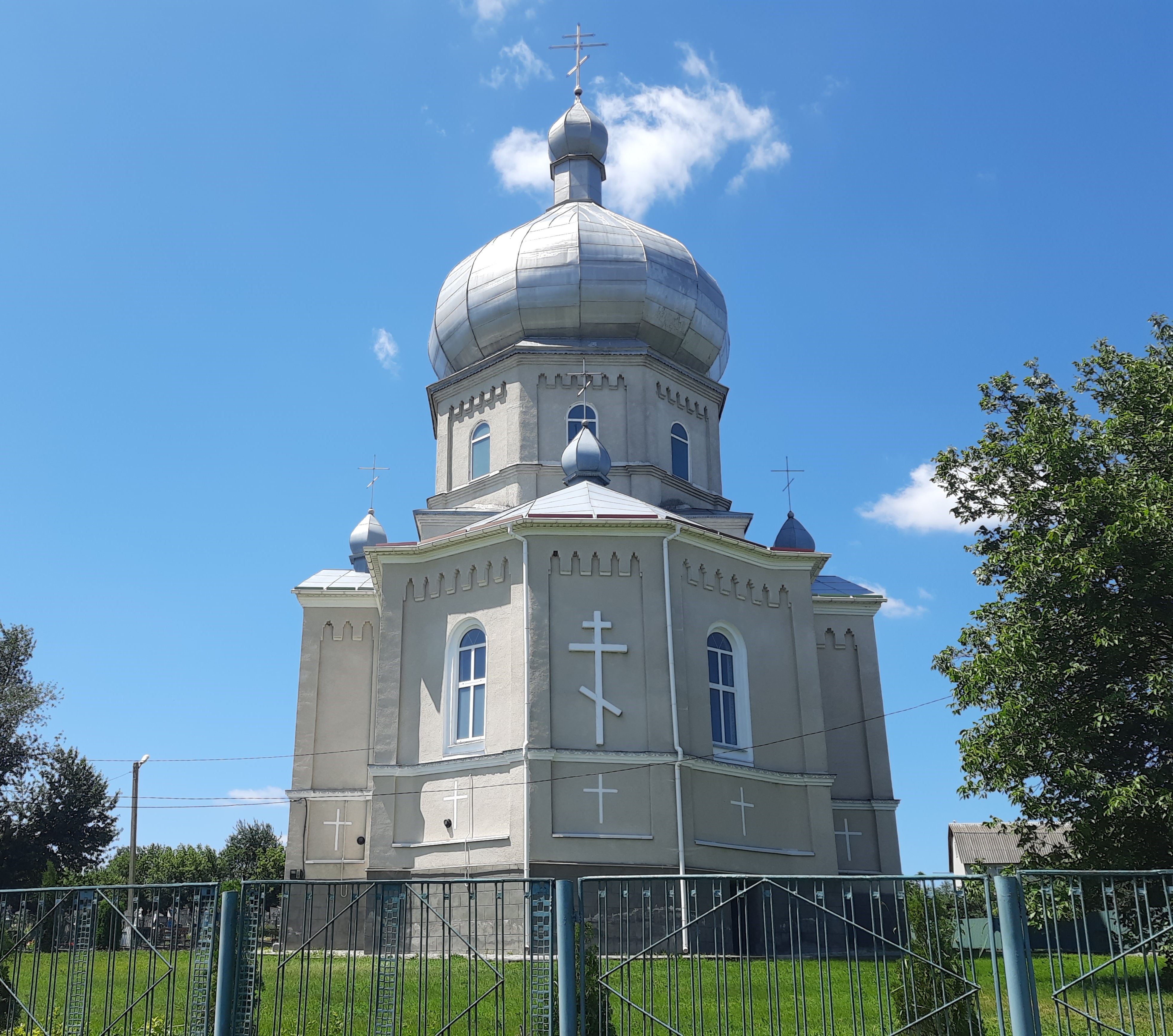
Церква Різдва Пресвятої Богородиці
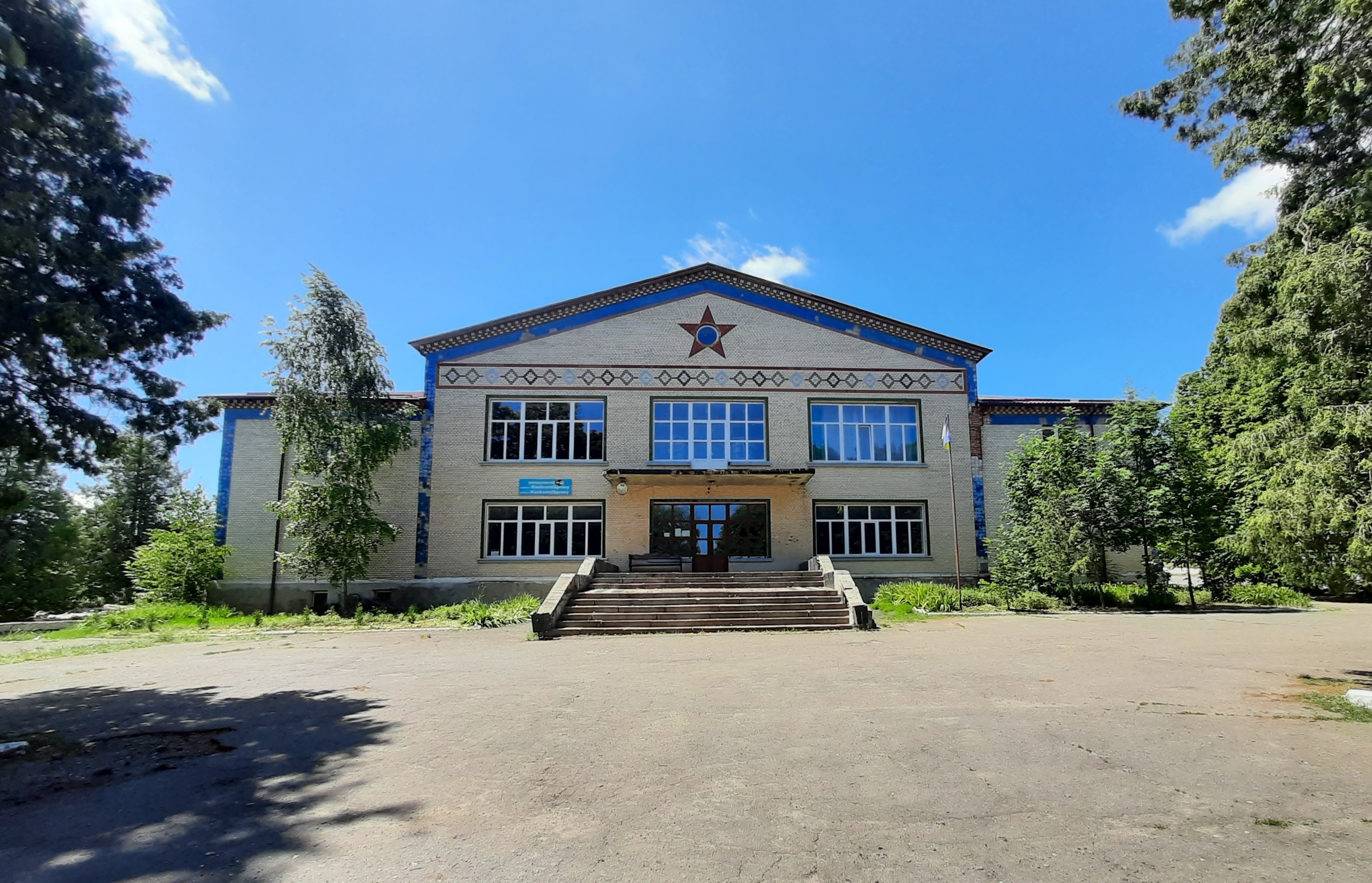
Будинок культури
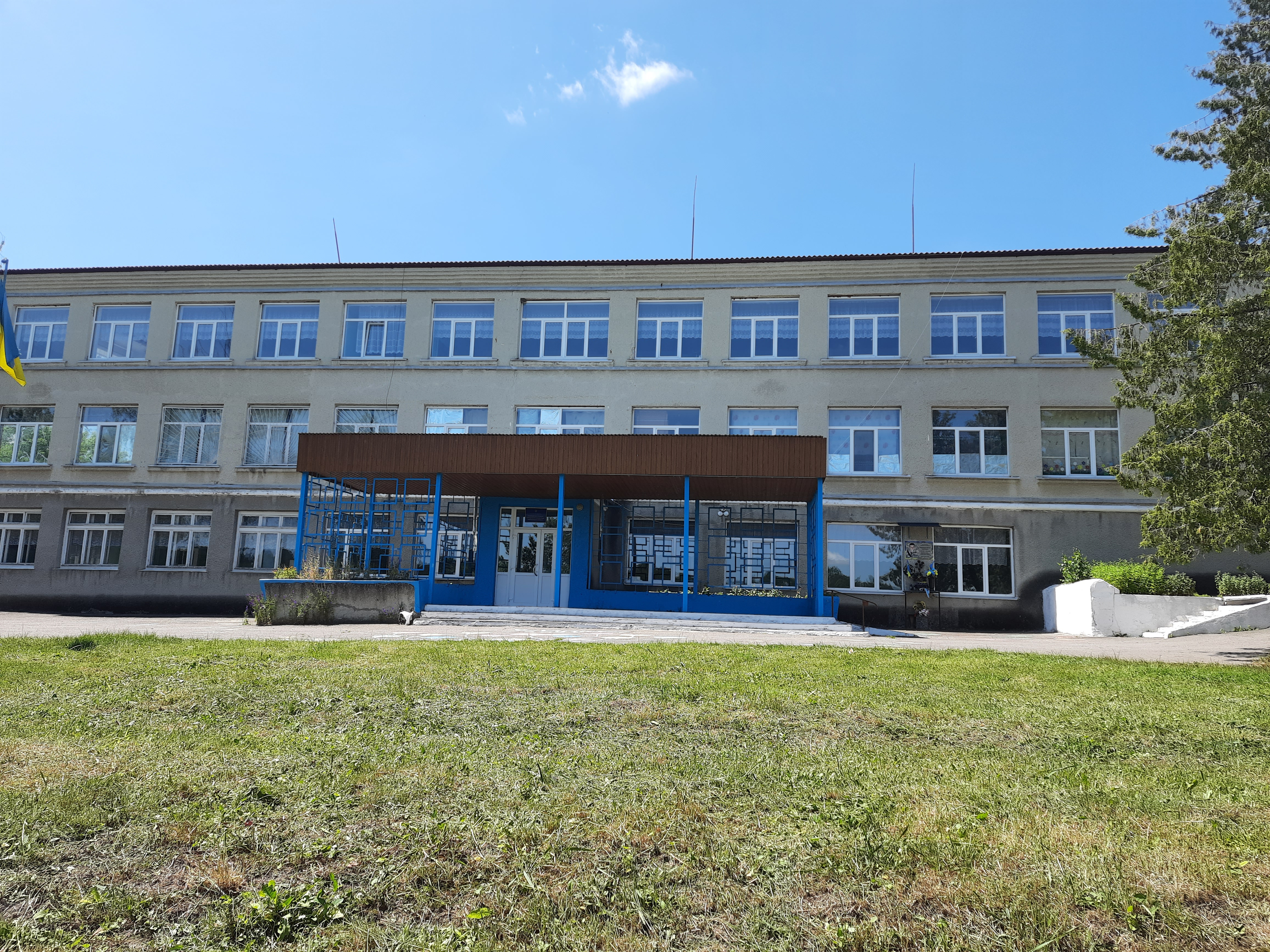
Школа
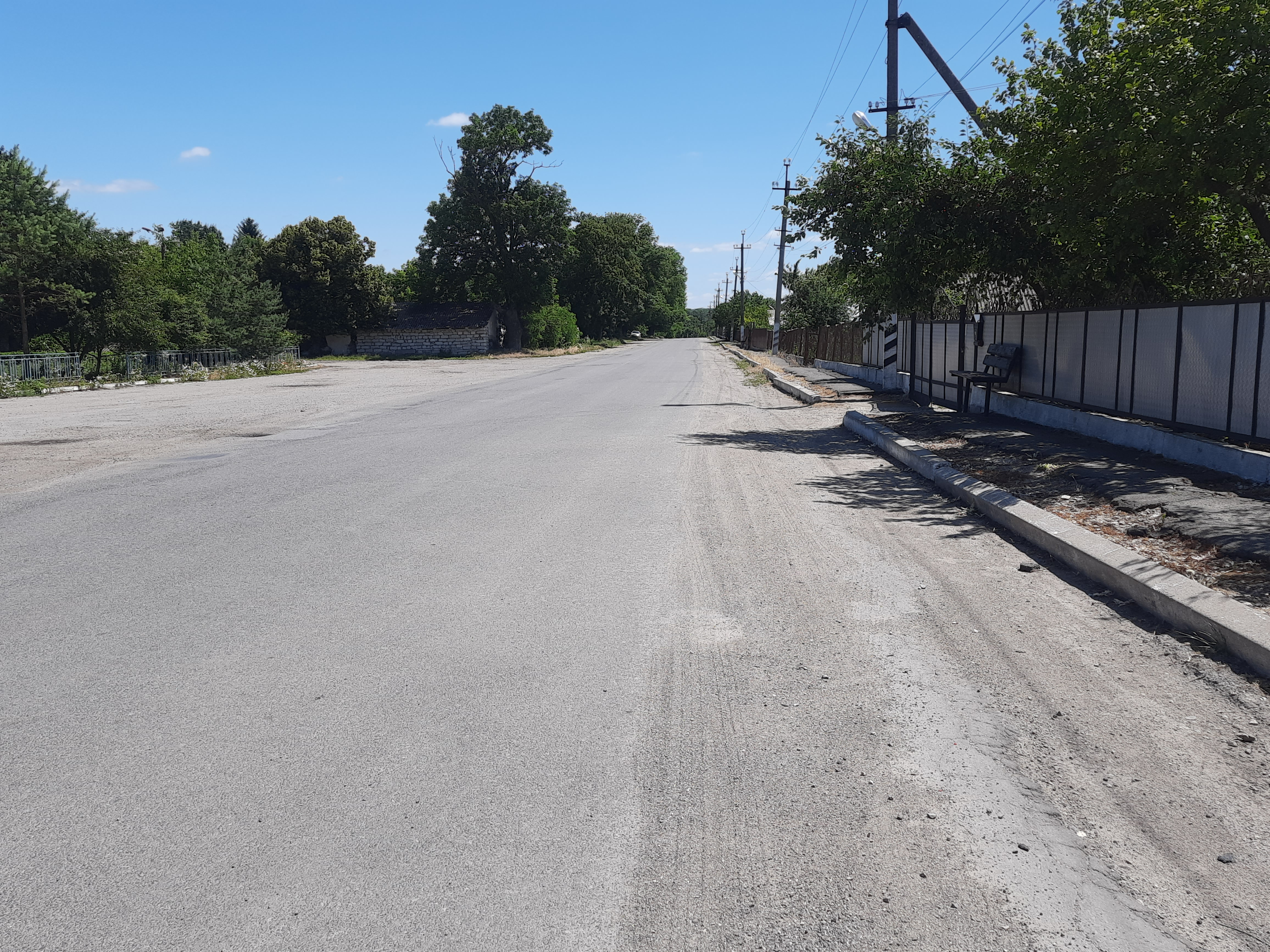
Центральна вулиця
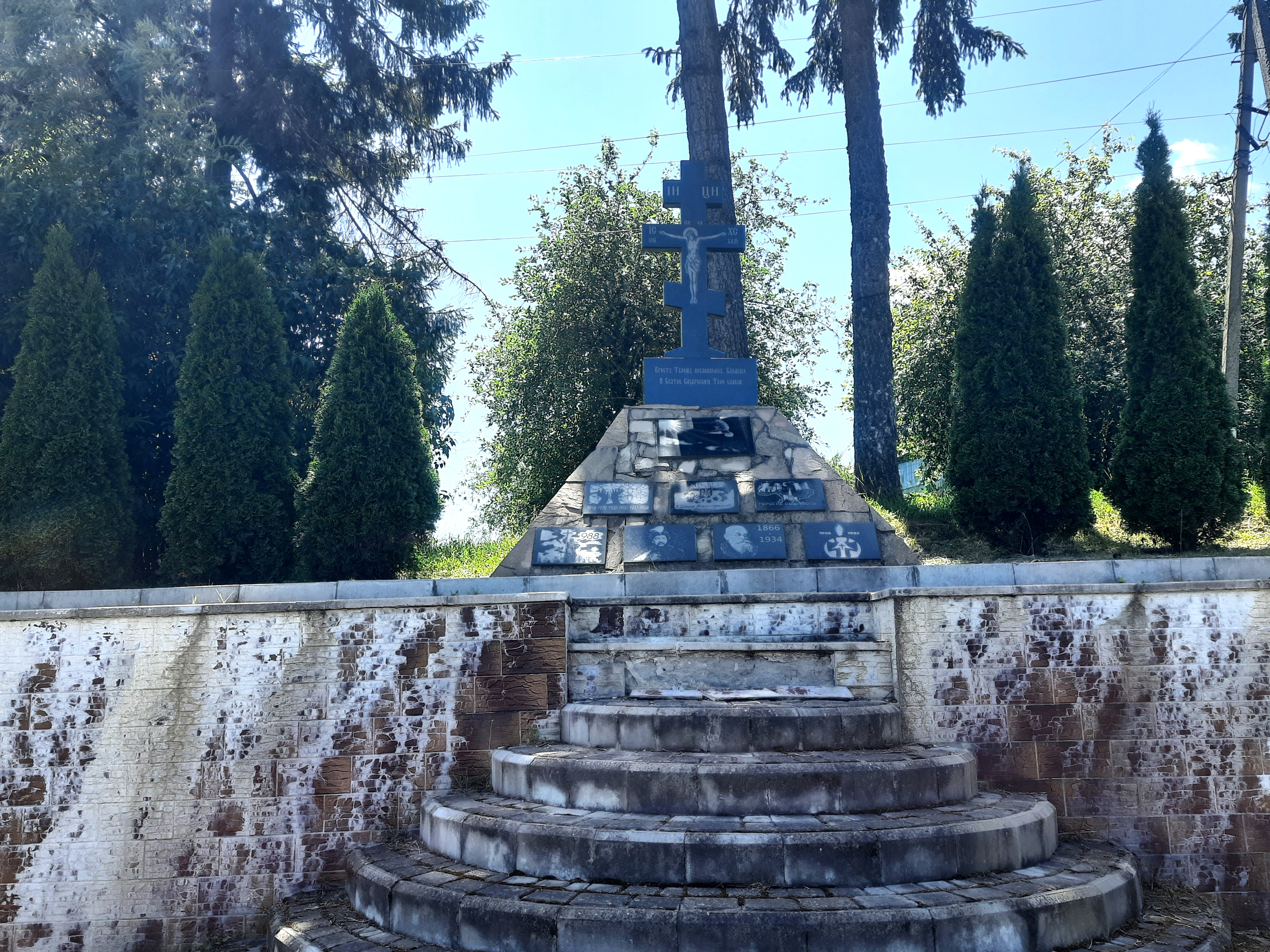
Пам'ятний хрест